# Kazushige Kuboki
Kazushige Kuboki (en japonés: 窪木一茂, Kuboki Kazushige; Fukushima, 6 de junio de 1989) es un deportista japonés que compite en ciclismo en las modalidades de pista y ruta.
Ganó tres medallas en el Campeonato Mundial de Ciclismo en Pista entre los años 2022 y 2024, en la prueba de scratch.

## Medallero internacional
| Campeonato Mundial | Campeonato Mundial      | Campeonato Mundial | Campeonato Mundial |
| Año                | Lugar                   | Medalla            | Competición        |
| ------------------ | ----------------------- | ------------------ | ------------------ |
| 2022               | Saint-Quentin (Francia) | Medalla de plata   | Scratch            |
| 2023               | Glasgow (Reino Unido)   | Medalla de plata   | Scratch            |
| 2024               | Ballerup (Dinamarca)    | Medalla de oro     | Scratch            |

## Palmarés
2013
- 3.º en el Campeonato de Japón Contrarreloj

2015
- Campeonato de Japón en Ruta

2018
- Campeonato de Japón Contrarreloj

2019
- 1 etapa del Tour de Japón

2022
- 1 etapa del Tour de Kumano

2023
- 1 etapa del Tour de Japón